# Нрнадзор
Нрнадзор (арм. Նռնաձոր, арм. Гранатовое ущелье) — село в Сюникской области на юге Армении. Село расположено в 16 км к востоку от города Мегри и в 32 км к югу от регионального центра города Капан. Находится на границе с Ираном. Имеется средняя школа. Всеармянский фонд «Армения» реализовал в селе ряд проектов, установлено внешнее освещение, новый артезианский колодец обеспечивает село по 1200-метровой линии, началась прокладка водопроводной сети. Возле села встречается редкие переднеазиатский леопард и полосатая гиена.

## История
Название села впервые упоминается в «Сводной книге Ереванской области», составленной в 1590 г.
Вплоть до 1994 г. село носило название Нювади (Нюведи, Нювады, татск. Nüvədi - Новое село)

## Население
По данным «Свода статистических данных о населении Закавказского края, извлеченных из посемейных списков 1886 года», в селе Нювады Нювадинского сельского округа Зангезурского уезда Елизаветпольской губернии было 233 дыма и проживало 1083 человека шиитского вероисповедания (не относящихся ни к азербайджанцам, ни к курдам), 159 из них были беками, остальные — крестьянами.
По данным «Кавказского календаря...» за 1894 г., в селе Нювады Нювадинского сельского округа Зангезурского уезда Елизаветпольской губернии проживало 1083 тата шиитского вероисповедания.
Согласно Кавказскому календарю на 1912 г., население села к 1911 г. составляло 1 664 человека, в основном армяне.
Азербайджанцы Нювади полностью покинули село 07 августа 1991 г.